# Cantone di Mayet
Il Cantone di Mayet era una divisione amministrativa dell'arrondissement di La Flèche.
È stato soppresso a seguito della riforma complessiva dei cantoni del 2014, che è entrata in vigore con le elezioni dipartimentali del 2015.
Comprendeva i comuni di:
- Aubigné-Racan
- Coulongé
- Lavernat
- Mayet
- Sarcé
- Vaas
- Verneil-le-Chétif